# 普萊恩韋爾 (密歇根州)
普萊恩韋爾（英語：Plainwell）是一個位於美國密歇根州阿勒根縣的城市。

## 人口
根據2020年美國人口普查的數據，普萊恩韋爾的面積為5.37平方千米，當中陸地面積為5.16平方千米，而水域面積為0.21平方千米。當地共有人口3788人，而人口密度為每平方千米705人。